# Sabrina D’Angelo
Sabrina D’Angelo (Welland, 11 mei 1993) is een voetbalspeelster uit Canada.
D'Angelo speelde in 2015 als doelverdediger in de Amerikaanse NWSL, twee seizoenen voor Western New York Flash, en twee seizoenen voor North Carolina Courge. Daarna kreeg ze een contract bij het Zweedse Vittsjö GIK om in de Damallsvenskan te gaan spelen.

## Statistieken
| Seizoen | Club                   | Land   | Competitie | Wedstrijden | Doelpunten |
| ------- | ---------------------- | ------ | ---------- | ----------- | ---------- |
| 2015    | Western New York Flash | USA    | NWSL       | 7           | 0          |
| 2016    | Western New York Flash | USA    | NWSL       | 13          | 0          |
| 2017    | North Carolina Courage | USA    | NWSL       | 8           | 0          |
| 2018    | North Carolina Courage | USA    | NWSL       | 7           | 0          |
| 2019    | Vittsjö                | Zweden | DAM        | 20          | 0          |
| 2020    | Vittsjö                | Zweden | DAM        | 3           | 0          |
| 2021    | Vittsjö                | Zweden | DAM        | 5           | 0          |
| Totaal  | Totaal                 | Totaal | Totaal     | 63          | 0          |

Laatste update: april 2021

## Interlands
Op de Olympische Zomerspelen van Rio de Janeiro in 2016 behaalde D'Angelo met het Canadees vrouwenelftal de bronzen medaille.